# Girón
Girón és un municipi del departament de Santander (Colòmbia), forma part de l'àrea metropolitana de Bucaramanga.
San Juan de Girón delimita a l'est: municipis de Floridablanca, Piedecuesta i Bucaramanga (àrea Metropolitana de Bucaramanga); oest: Municipi de Betulia; nord: municipis de Sabana de Torres i Lebrija; sud: Municipis Los Santos i Zapatoca. Girón és a 7 km de Bucaramanga, 195 km de Cúcuta i 373 de Bogotá.